# Taylor Guitars
Pour les articles homonymes, voir Taylor.
Taylor Guitars est un fabricant américain de guitares spécialisé dans les modèles haut de gamme de guitares acoustiques et électro-acoustiques. L'entreprise est fondée le 15 octobre 1974 par Bob Taylor et Kurt Listug,. Son siège se situe à El Cajon en Californie avec des filiales au Mexique (Tecate, fabrication), Pays-Bas (Amsterdam, distribution) et Cameroun (Yaoundé, scierie).

## Origines de la marque

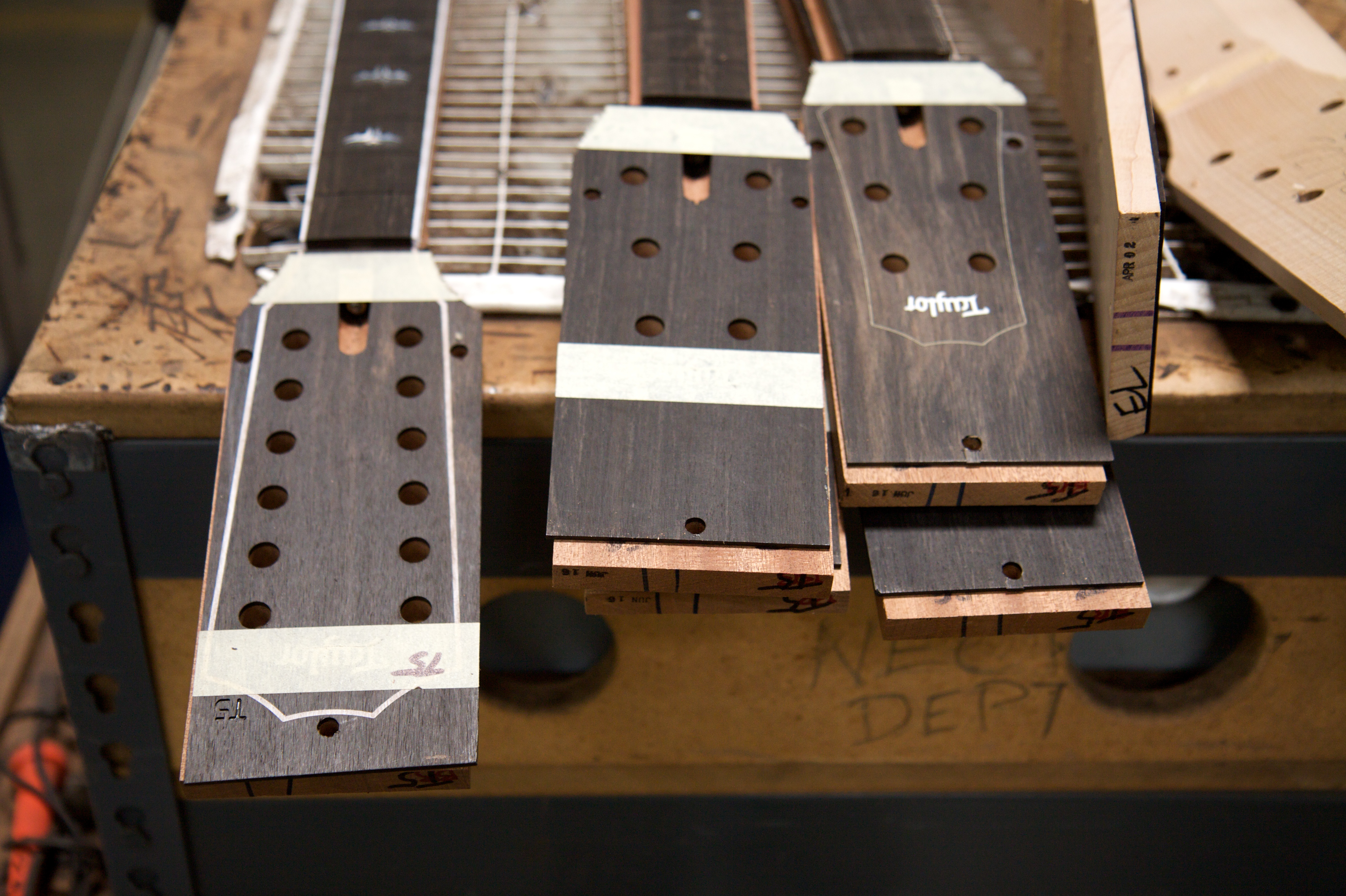
Têtes 12 cordes

Bob Taylor est embauché en 1972 chez The American Dream, un fabricant de guitares détenu par Sam Radding. Il rachète l'entreprise en 1974 avec son ami Kurt Listug pour ouvrir leur propre boutique qu'ils appellent Taylor Guitars.
Kurt Listug s'occupe de son côté des affaires de la société alors que Bob Taylor est responsable du design et de la production. En 1976, l'entreprise commence à vendre leurs propres guitares à des détaillants. En 1981, Taylor Guitars connait des difficultés financières et doit faire un prêt bancaire afin d'acheter le matériel nécessaire. En 2011, la marque ouvre un entrepôt de livraisons aux Pays-Bas pour desservir le marché européen.

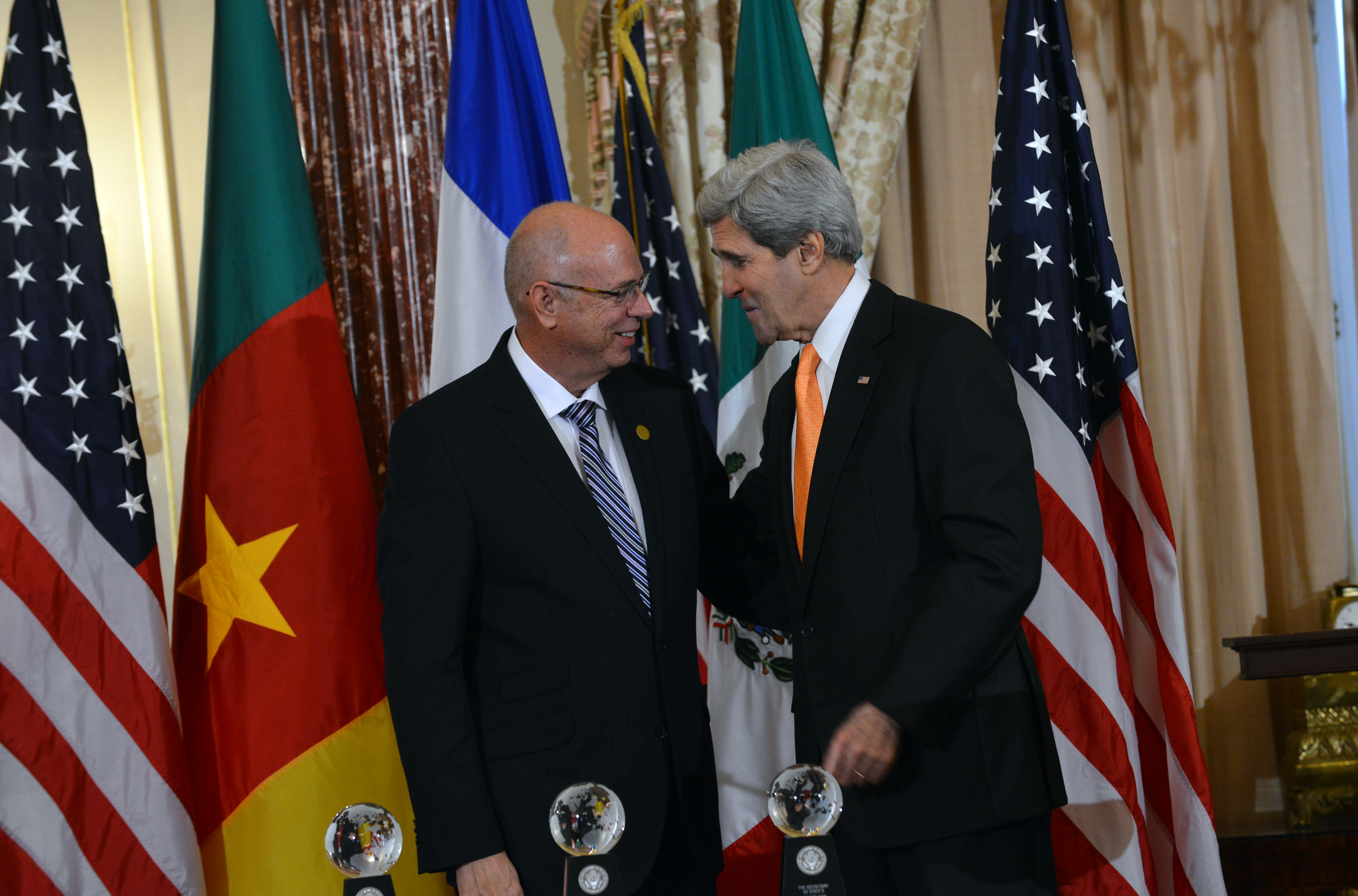
En 2014, Bob Taylor et John Kerry

En 2014, l'entreprise emploie plus de 800 employés dans deux usines, un centre de distribution européen et une scierie au Cameroun. La première usine est basée à El Cajon en Californie. La seconde, à Tecate au Mexique, fabrique des guitares d'entrée de gamme. La scierie de Yaoundé permet l'approvisionnement éco-responsable en bois d'ébène légal.
Pendant l'année du 40e anniversaire de la marque, le luthier Andy Powers est embauché afin d'encore améliorer le son Taylor, du prototype fait à la main jusqu'à la fabricabilité à l'aide de machines-outils à commande numérique. Il fait renaître les séries actuelles et crée les futures séries dédiées au plus grand nombre de guitaristes.

## Innovations

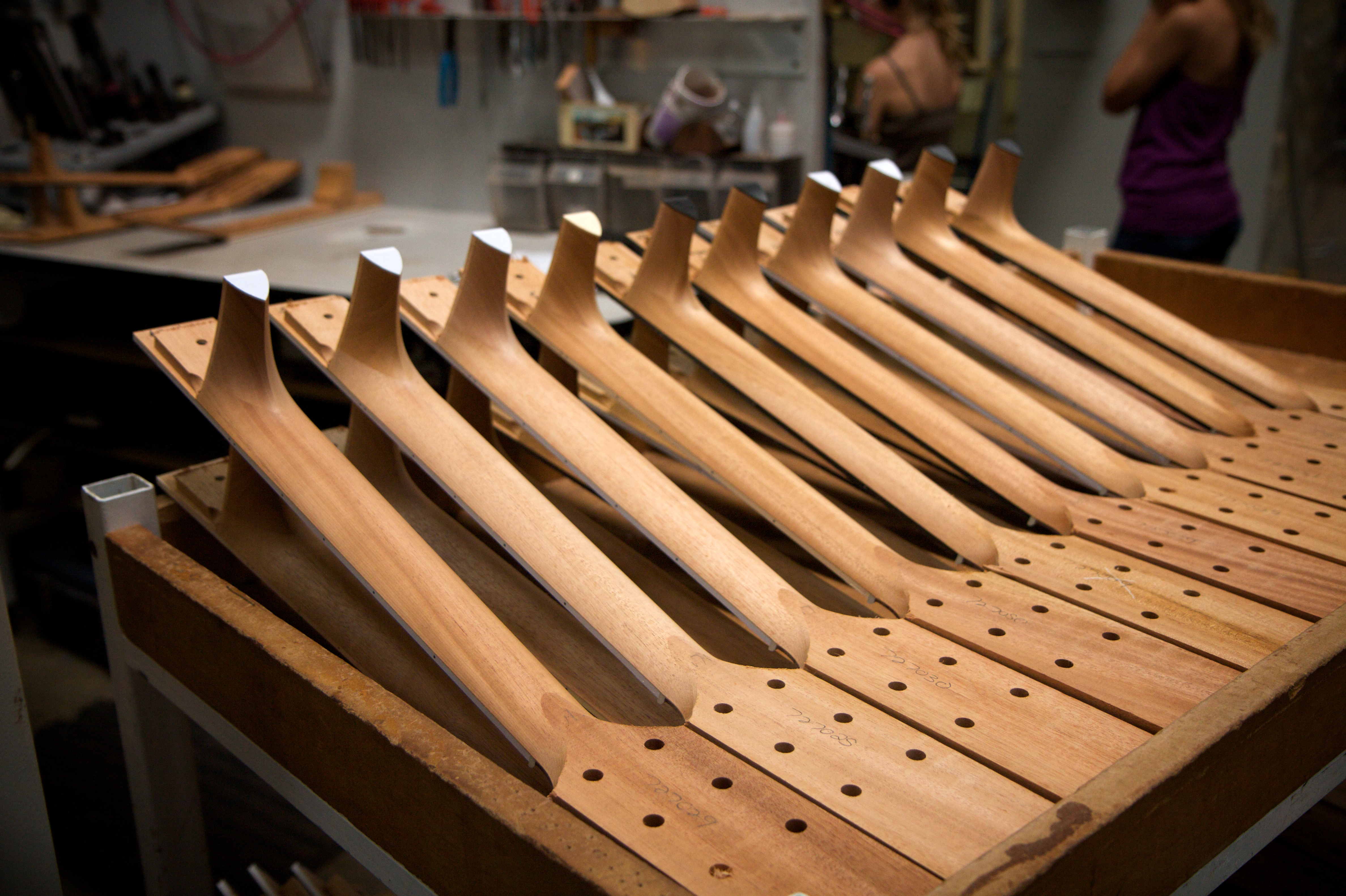
NT Neck

En janvier 1999, Taylor commence à fabriquer ses guitares avec un manche vissé. Cette nouvelle technologie est appelée le NT Neck. Cela consiste à visser un morceau de bois continu tout le long jusqu'à la dix-neuvième frette afin de soutenir le manche de la guitare. La fabrication classique des manches de guitare soutient le manche jusqu'à la quatorzième frette et colle la partie restante à la caisse de résonance.
De plus, des cales sont placées en haut du corps de la guitare afin de faciliter les réajustements éventuels. Avec ce système, il n'y a pas besoin de désassembler les pièces comme doivent l'être celles des guitares qui ont un manche collé.
La marque Taylor a également créé l'Expression System (ES). C'est un ensemble de capteurs placés derrière le manche et au-dessus de la rosace, endroits où la vibration des cordes de guitare et le son de l'instrument est le plus riche.

Le repose-bras est un arrondi en biseau du corps de la guitare pour faciliter le support du bras dont la main gratte les cordes sur les modèles haut de gamme série 800 Deluxe, 900 et Presentation mais aussi en option sur la série d'entrée de gamme Academy.
Pour le salon NAMM hiver 2016, Taylor introduit TaylorSense qui remplace la batterie 9 volt de l'Expression System par un système Bluetooth capable d'envoyer des alertes à un iPhone 5+ ou iPod 6+ (IOS 8+) dans le cas d'un taux d'humidité critique, un niveau faible de batterie, une tentative de vol ou un choc.

## Les numéros de série des guitares Taylor

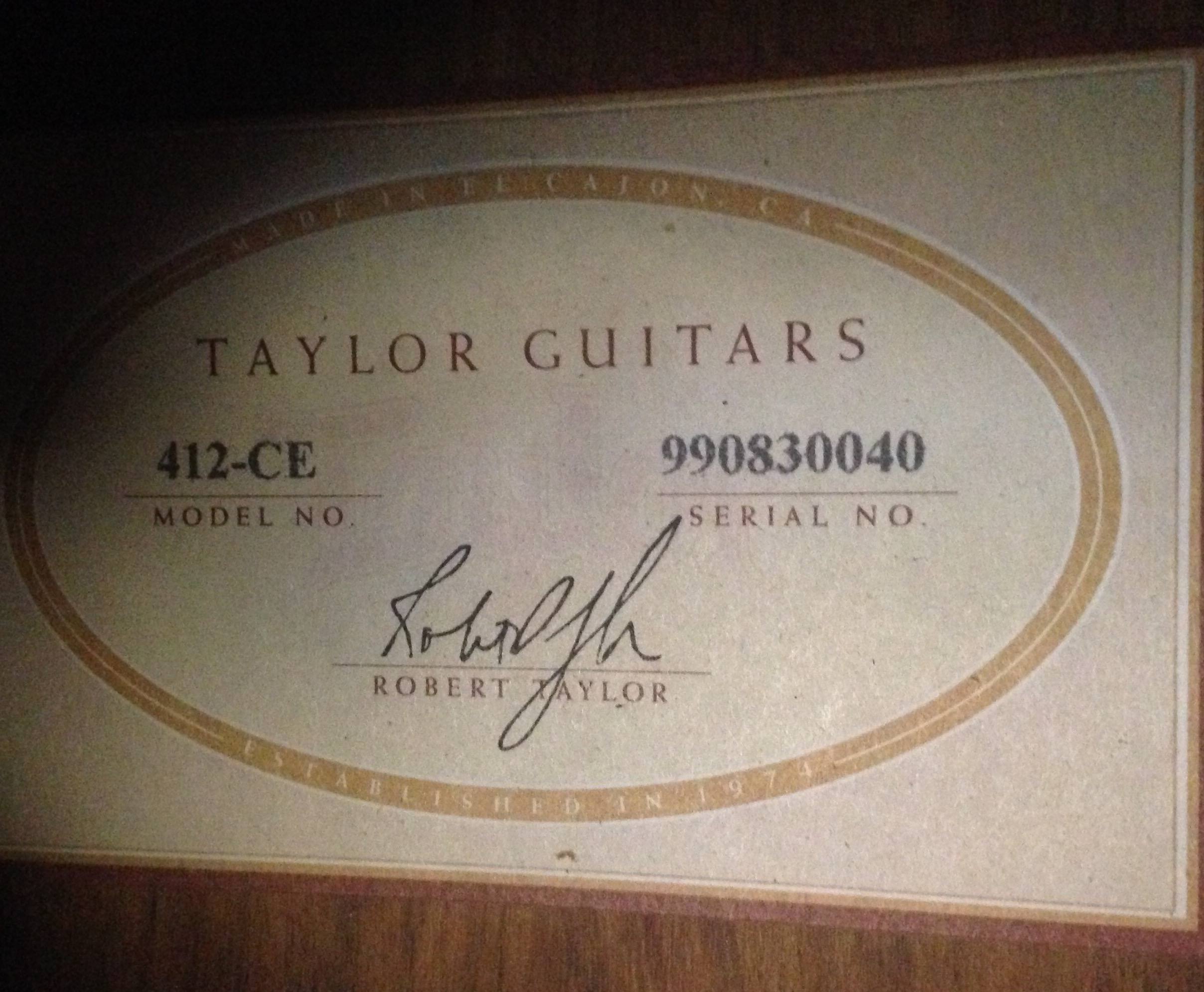
no de série : 40e 412ce du 30/08/99

Une guitare Taylor est identifiable par son numéro de série qui se situe à l'intérieur même de l'instrument. Celui-ci est composé de trois numéros, qui identifient le bois de lutherie, le nombre de cordes (six ou douze) et sa forme.
Le numéro de série peut également être suivi de lettres afin d'indiquer :
- c : indique le modèle avec pan coupé, style de corps asymétrique permettant l'accès plus facile aux notes les plus aiguës
- e : indique les modèles avec micro piézo
- -N : indique l'option des cordes en nylon

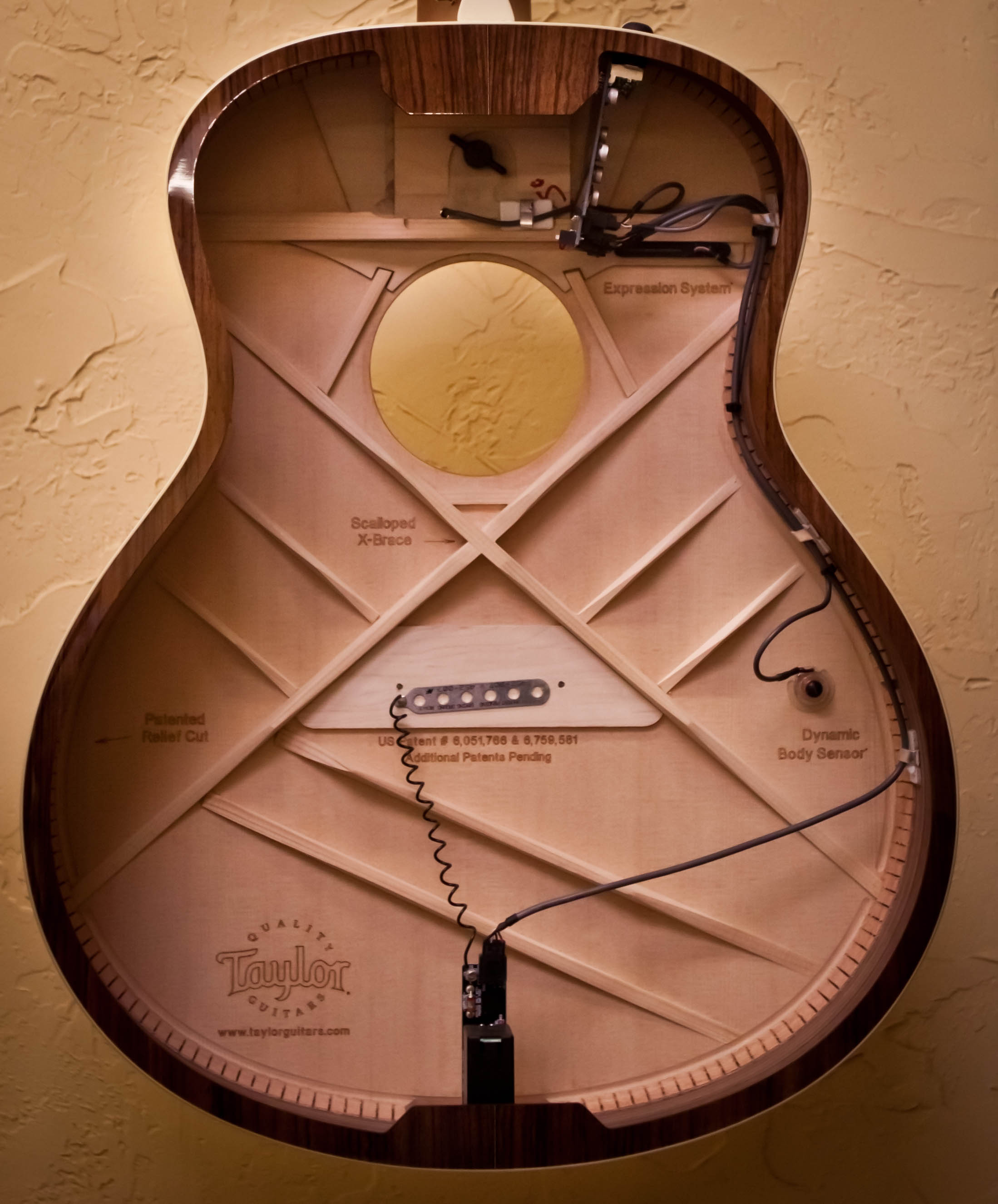
Expression System et barrage en X

Par exemple, pour une guitare Taylor de modèle 912ce avec cordes en acier : 
- 9 = la série de guitares 900 en palissandre indien massif
- 1 = six cordes avec une table d'harmonie en épicéa
- 2 = c'est un Grand Concert compact et léger
- c = avec pan coupé
- e = contient la technologie de l'Expression System électronique

### Le premier chiffre: série
Le premier chiffre identifie la série de l'instrument. Tous les modèles de la série ont le même bois de lutherie sur l'éclisse et le fond.

### Le deuxième chiffre: bois, cordes
Le deuxième chiffre indique le bois de lutherie utilisé sur le devant de l'instrument et le nombre de cordes. Une guitare à six cordes qui a la table d'harmonie en épicéa a le chiffre 1, celle de douze cordes a quant à elle le chiffre 5. Une guitare de six cordes qui a sa table d'harmonie en bois dur (comme l'acajou ou  le séquoia) est identifié par le chiffre 2. Ce même modèle en douze cordes a le chiffre 6.

### Le troisième chiffre: corps

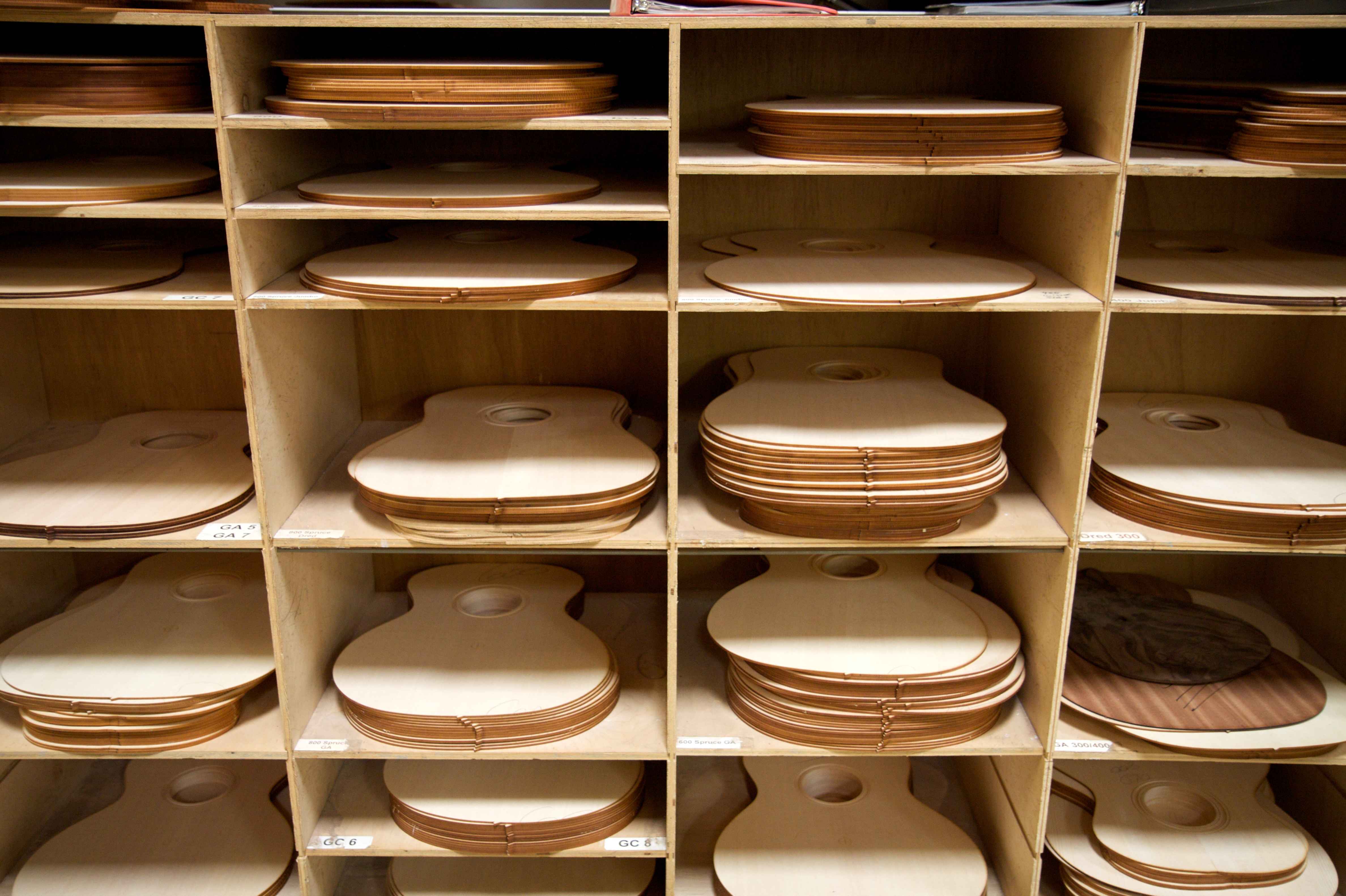
Corps

Le troisième chiffre précise la forme du corps de la guitare.
- 0 = Dreadnought (DN) : introduit par C.F. Martin & Company au début du XXe siècle à la suite de la montée de popularité de la musique country. C'est la première forme de guitare Taylor.
- 2 = Grand Concert (GC): introduit en 1984 pour faciliter la pratique de l'arpège. Cette forme est plus petite, plus profonde et plus étroite qu'une Grand Auditorium.
- 4 = Grand Auditorium (GA) : introduit en 1994, il est devenu la forme de guitare Taylor la plus populaire.
- 5 = Jumbo : inspiré par Gibson, cette forme est principalement utilisée pour les modèles de douze cordes. Elle a cessé en 2011.
- 6 = Grand Symphony (GS) : introduit à El Cajon, ce corps ressemble à la forme du Grand Auditorium
- 8 = Grand Orchestra (GO) : crée en 2013, son design reprend celui du Jumbo. Ce modèle est le plus large des guitares Taylor[7].

Plus le corps de la guitare est grand (GO) plus le volume du son produit est puissant avec plus d'harmoniques et de graves par exemple sur scène avec la guitare en bandoulière. Cependant avec un corps plus petit et plus léger (GC), l'Expression System permet de régler le niveau d'amplification voulu en restant confortablement assis sur un canapé ou en studio d'enregistrement favorisant la jouabilité.

## Les modèles
L'ancienne appellation DN (DNK, DN 8, DN 7, DN 6 , DN 5 , DN 4, DN 3) de toutes les dreadnought n'est plus au catalogue. Une Taylor DN 8 est l'équivalent d'une 810 ou une DN 4 l'équivalent d'une 410.
Il existe également un programme de fabrication de guitares personnalisées selon les spécifications du client.

### Bois stratifié

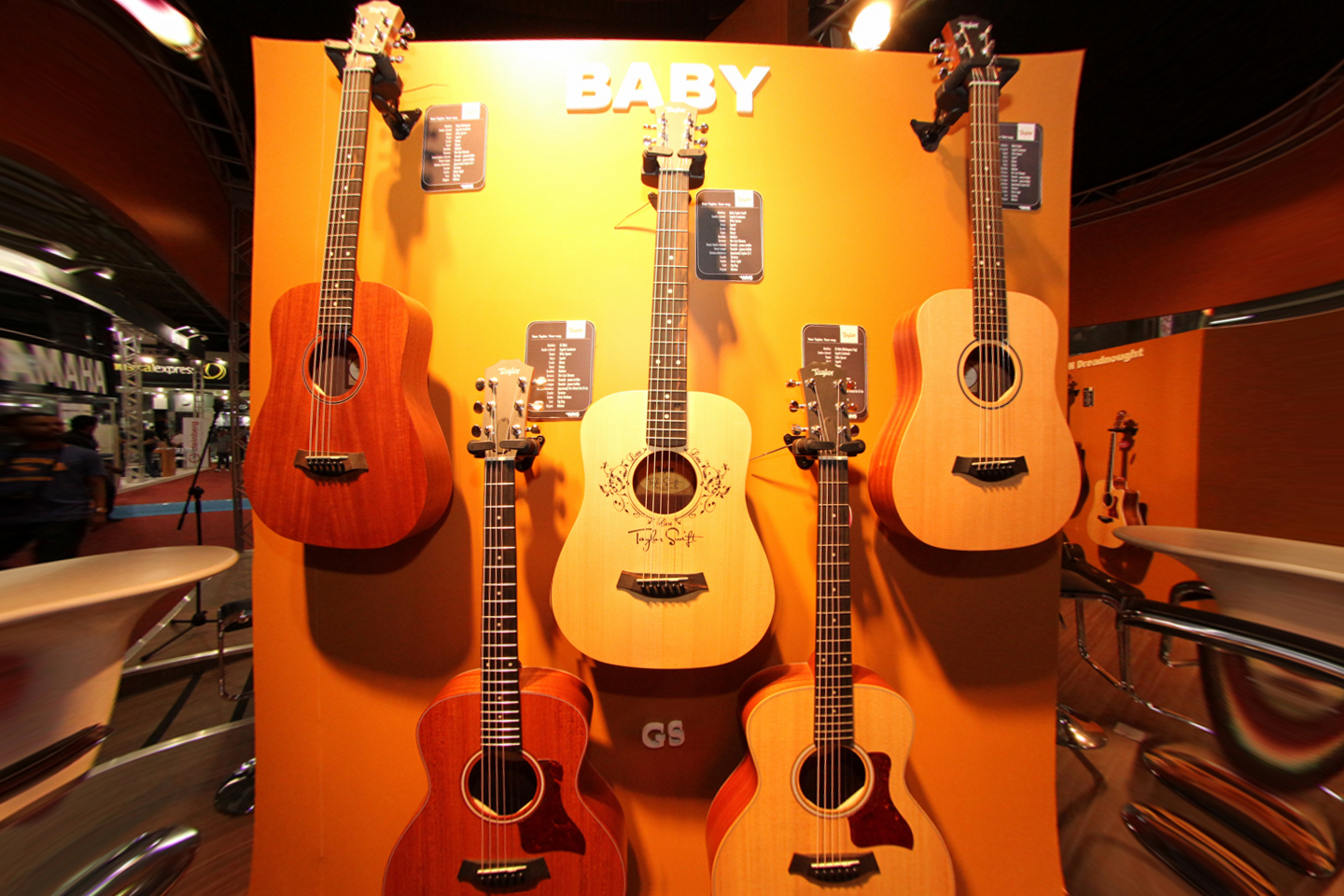
La Baby signée Taylor Swift

Le bois stratifié en trois couches (deux placages de palissandre indien, noyer, sapelli ou koa avec au centre une couche de peuplier) permet de réduire le coût de la guitare par rapport à une guitare en bois massif car Taylor réutilise les chutes et économise le barrage parce que la triple structure est suffisamment solide.
- 1996 : Baby Taylor : BT1, BT1-e, BT2 (table en acajou), BT2-e, BTe-Koa et BBT (Big Baby), guitare de voyage
- 2009 : Baritone : Baritone-6, 6e, 6ce, 6ce Mahogany, 8, 8e, 8ce et 8ce Mahogany
- 2009 : Taylor Swift Baby Taylor : TSBT et TSBTe
- 2010 : GS Mini et GS Mini Mahogany
- 2017 : GS Mini Bass, courte guitare basse à quatre cordes nylon dédiées[7]
- 2017 : Série Academy (A) : A10, A10e, A12, A12e, A12-N, A12e-N, guitare facile à jouer pour apprendre[7]

#### Sérieno100

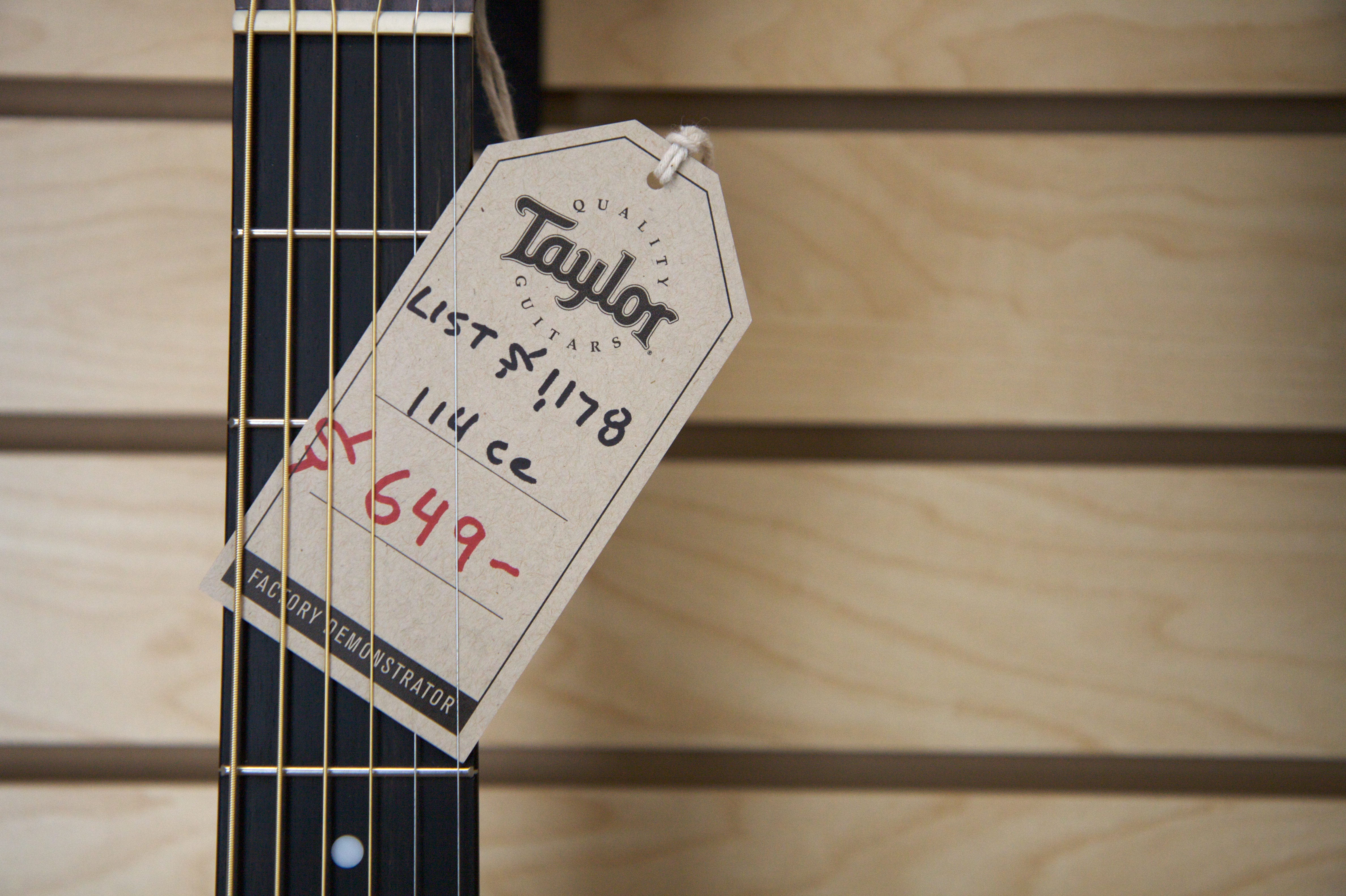
Taylor 114ce

Le corps de la guitare est fabriqué en sapelli laminé avec table en épicéa. Le binding (un filet que l'on retrouve sur le manche) est de couleur noire et il y a trois cercles blancs qui entourent la rosace. Le manche est en acajou. Les modèles sont le 110, 110e, 110ce, 114, 114e,114ce et 150e.

#### Sérieno200
Le corps de la guitare est fabriqué en palissandre laminé (ou koa laminé lorsqu'il y a la lettre K dans la dénomination de la guitare) avec table en épicéa. Le binding est blanc et il y a trois cercles blancs qui entourent la rosace. Le manche est en acajou. Les modèles sont les 210, 210e, 210ce, 214, 214e, 214ce, 210 DLX, 210ce DLX, 210ce K DLX, 210e DLX, 214 DLX, 214ce DLX, 214ce K DLX, 214e DLX.

### Bois massif

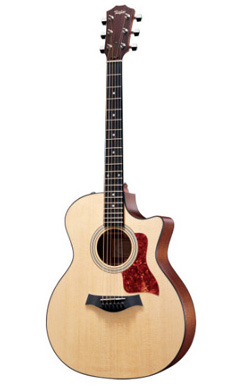
314ce GA

Le son de la guitare s'améliore avec l'usage au fur et à mesure que le bois massif vieilli.

#### Sérieno300
Le corps de la guitare est fabriqué en sapele massif avec une table en épicéa ou acajou. Le binding est noir et il y a trois cercles blancs qui entourent la rosace. Le manche est en acajou.
Les modèles sont les 310, 310e, 310ce, 312, 312e, 312ce, 312ce-N, 314, 314e, 314ce, 354, 354e, 354ce, 314ce-N, 316, 316e, 316ce, 355e, 355ce, 355ce Ltd, 356, 356e, 356ce, 320, 320e, 320ce, 322, 322e, 322ce, 324, 324e, 324ce, 326, 326e et 326ce.

#### Sérieno400

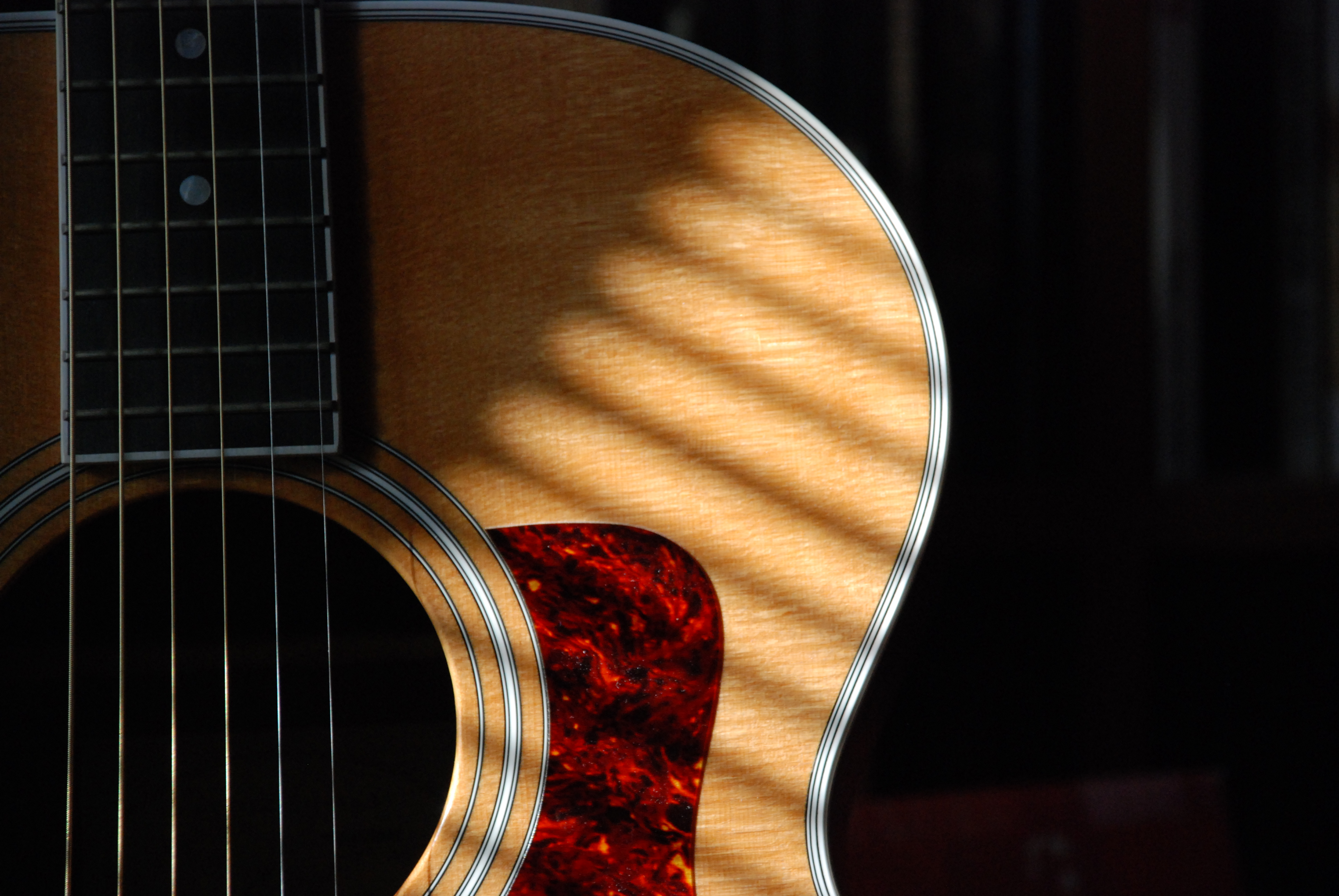
415 Jumbo Mahogany

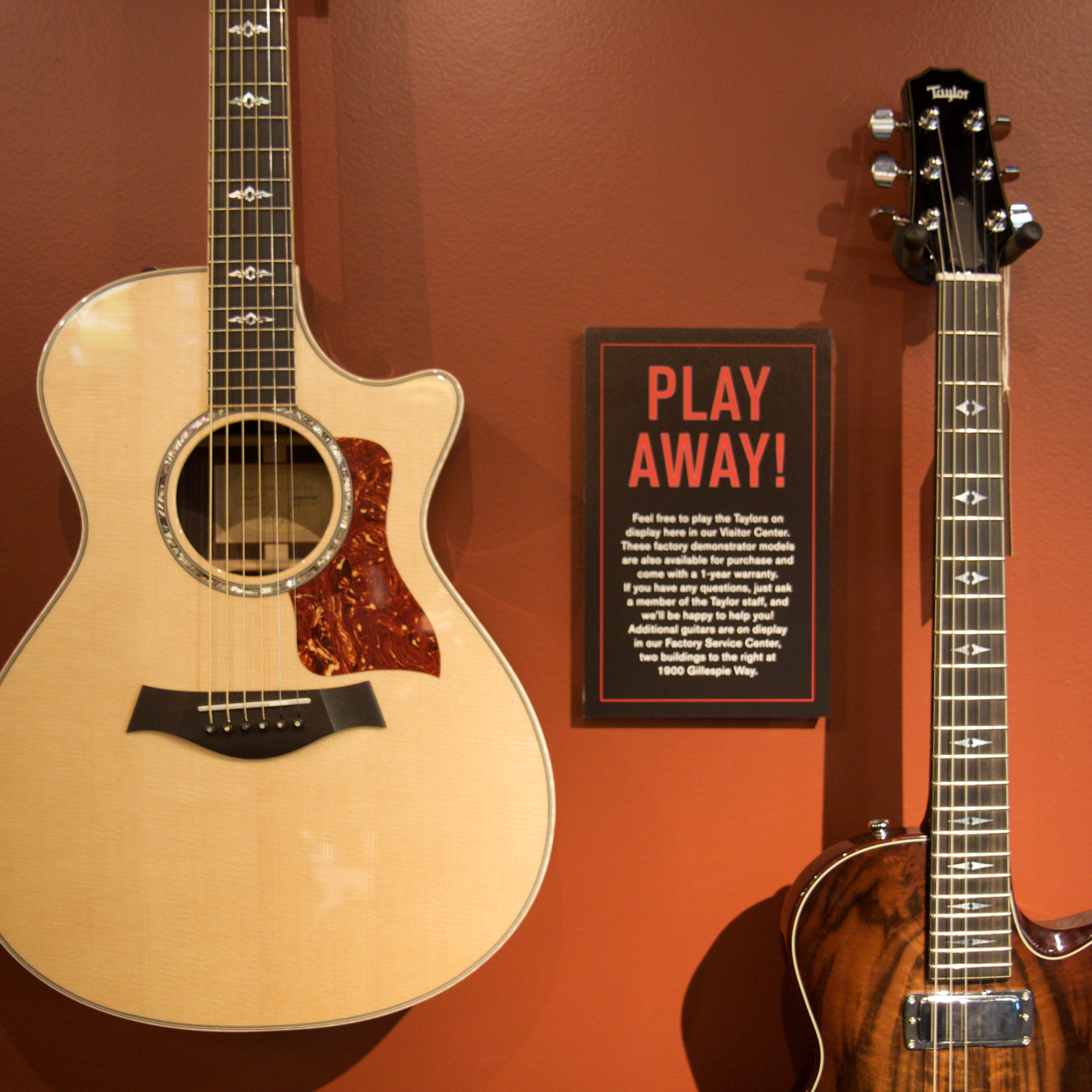
Feel free to play the Taylors

Le corps de la guitare est fabriqué en ovangkol massif avec table en épicéa. Le binding est blanc et il y a trois cercles qui entourent la rosace. Le manche est en acajou.
Les modèles sont les 410, 410e, 410ce, 412, 412e, 412ce, 412ce-N, 414, 414e, 414ce, 415, 454, 454e, 454ce, 414ce-N, 416, 416e, 416ce, 456, 456e et 456ce.

#### Sérieno500
Le corps de la guitare est fabriqué en acajou massif avec une table d'harmonie en acajou ou en cèdre. Le binding est en ivoire et le manche est en acajou.

#### Sérieno600
Le corps de la guitare est en érable massif avec table en épicéa. Il y a différentes couleurs : naturel (standard), ambre, bleu, rouge, noir, orange, jaune et marron.
Les modèles  sont les 610, 610e, 610ce, 612, 612e, 612ce, 612ce-N, 614, 614e, 614ce, 654, 654e, 654ce, 614ce-N, 616, 616e, 616ce, 656, 656e, 656ce et 618e.

#### Sérieno700
Le corps de la guitare est fabriqué en palissandre indien massif avec table en épicéa. Le manche est en acajou. La finition est sunburst.
Les modèles disponibles sont les 710, 710e, 710ce, 712, 712e, 712ce, 712ce-N, 712 12-Fret, 712e 12-Fret, 712ce 12-Fret, 714, 714e, 714ce, 754, 754e, 754ce, 714ce-N, 716, 716e, 716ce, 756, 756e, et 756ce.

#### Sérieno800
Le corps de la guitare est fabriqué en palissandre indien massif avec table en épicéa. Le binding est ondulé et le manche est en acajou.
Les modèles disponibles sont les 810, 810e, 810ce, 812, 812e, 812ce, 812ce-N, 812 12-Fret, 812e 12-Fret, 812ce 12-Fret, 814, 814e, 814ce, 854, 854e, 854ce, 814ce-N, 816, 816e, 816ce, 856, 856e et 856ce revus par Andy Powers.

#### Sérieno900

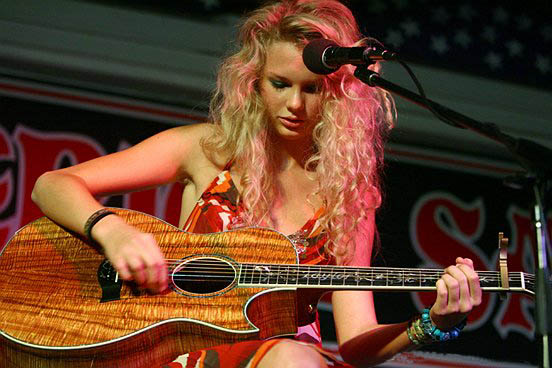
K24ce de Taylor Swift

Le corps de la guitare est fabriqué en palissandre indien massif avec table en épicéa. Le manche est en acajou. Ce modèle est caractérisé par ses détails tout le long du manche.
Les modèles disponibles sont les 910, 910e, 910ce, 912, 912e, 912ce, 912ce-N, 914, 914e, 914ce, 954, 954e, 954ce, 914ce-N, 916, 916e, 916ce, 956, 956e, 956ce et 918e.

#### Série Koa (K)
La série K22ce, K22ce 12 frettes, K24ce, K26ce, K28e est caractérisée par le bois tropical koa hawaïen qui offre par rapport à l'accajou plus de scintillant dans les aiguës.
Le son devient plus chaleureux avec les années d'utilisation quand la guitare s'ouvre.

#### Série Présentation (PS)
La série PS10ce, PS12ce, PS12ce 12 frettes, PS14ce, PS16ce, PS56ce, PS18e représente l'excellence selon la conception Taylor dans le choix des matériaux (repose-bras en ébène) et l'esthétisme poussé jusqu'à supprimer la plaque de protection sous la rosace.
La table est en épicéa de Sika.

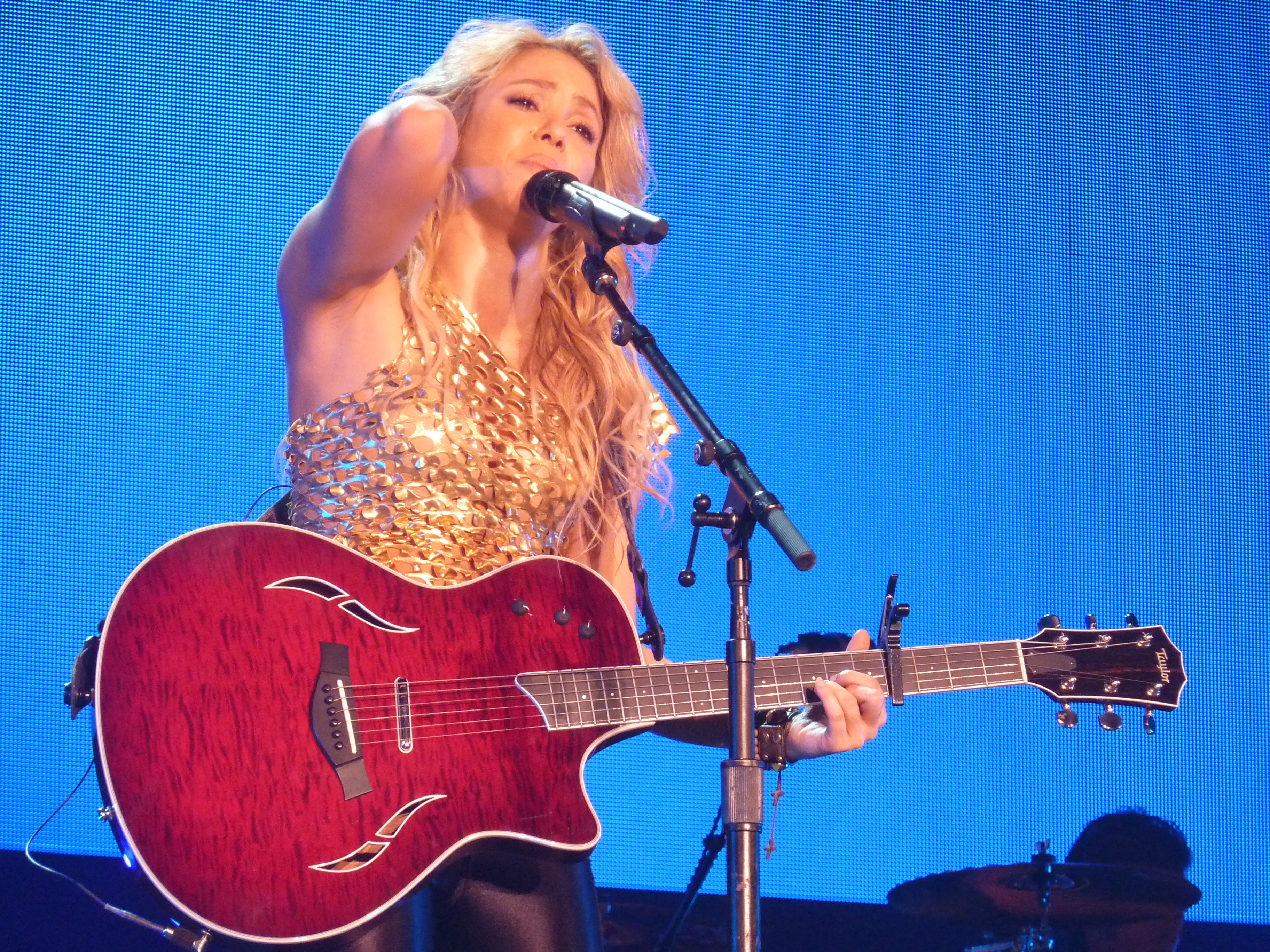
T5 pro de Shakira

Le dos et les éclisses sont en ébène de Macassar qui favorise le volume et la projection sonore.

### Électrique (T)
La « solid body » mahogany/koa à corps plein de 2008, qui favorise le sustain par rapport à une acoustique, n'a plus été produite car elle n'a pas trouvé son public.
- Série T3 : table en érable stratifié[7].
- Série T5(z) : table en érable, acajou, épicéa, koa[7].

## Durabilité de l'approvisionnement en bois et législation
Bob Taylor cite Wikipédia au sujet de la sylviculture.

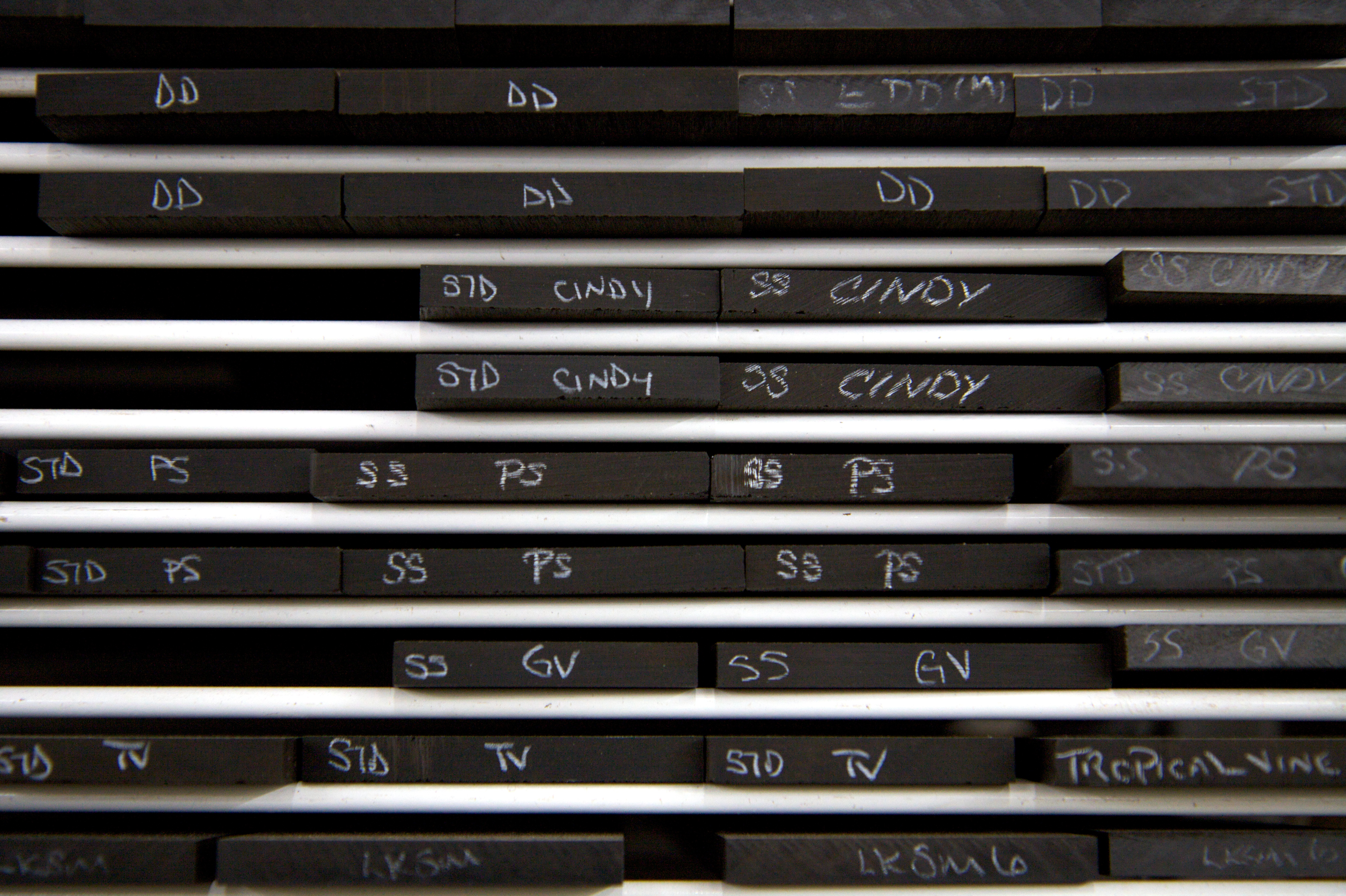
Qualités d'[https://commons.wikimedia.org/wiki/File:%C3%89bano.jpg ébènes

- Palissandre dalbergia[14],[15],[16],[17] : depuis 2017, la revente d'une guitare avec palissandre indien entre états nécessite un certificat de réexportation.
La limite autorisée de dix kg maximum hors étuis par voyage peut affecter un groupe de musiciens ayant plusieurs guitares en palissandre[18].
- Ébène diospyros[19],[20],[21] de Madagascar : « Il n'y a pas de bois illégal dans les guitares Taylor,
notre direction a toujours été très soucieuse de l'environnement[22]. »
- Ébène légal du Cameroun[23] : la filiale Crelicam[24],[25] à Sangmélima au sud de la capitale Yaoundé replante 15 000 arbres sur trois ans[26],[5],[27].
- Koa hawaïen[28],[17] : replantation de 400 000 arbres par la filiale Paniolo Tonewoods[26].
- Érable ondé par propagation de rejetons au nord-ouest de la côte pacifique[26] pour la scierie de Pacific Rim Tonewoods à Concrete[29].

## Récompense

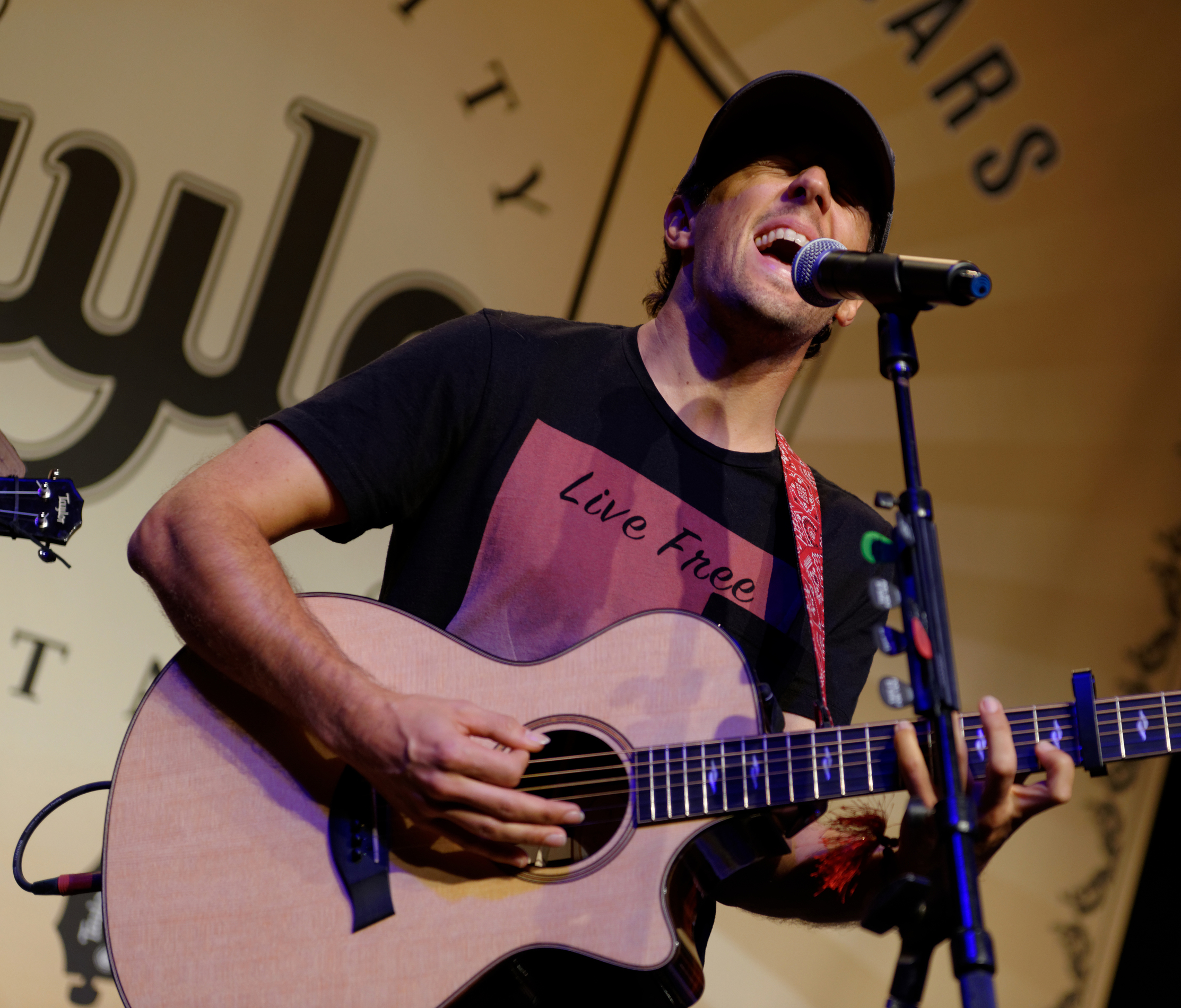
Jason Mraz à NAMM

- 2013 : prix d'excellence d'entreprise[30] par le gouvernement américain[31].

## Artistes Taylor
Une dizaine d'artistes sont labellisés « featured artists » tels que Taylor Swift (K24ce, TSBT, 718e), qui a signé la guitare TSBT, ou Jason Mraz (Signature Series).
Taylor supporte également environ deux cents autres artistes comme la chanteuse Lisa Loeb (GC5e) ou la musicienne Gabriella Quevedo (912ce).

### Écologie des bois de résonance
- (en) UICN : espèce ébène de Macassar (diospyros celebica) (consulté le 31 octobre 2017)
- (en) UICN : espèce palissandre indien (dalbergia assamica) (consulté le 31 octobre 2017)
  - (fr) CITES : taxon  palissandre indien (dalbergia assamica) (sur le site du ministère français de l'Écologie)
  - (en) CITES : palissandre indien (dalbergia assamica)  (+ répartition sur Species+) (consulté le 31 octobre 2017)
- (en) UICN : espèce ébène de Madacascar (diospyros dicorypheoides) (consulté le 31 octobre 2017)
  - (fr) CITES : taxon  ébène malgache (diospyros dicorypheoides) (sur le site du ministère français de l'Écologie)
  - (en) CITES : ébène de Madacascar (diospyros dicorypheoides)  (+ répartition sur Species+) (consulté le 31 octobre 2017)
- (en) UICN : espèce koa hawaïen (acacia koa) (consulté le 31 octobre 2017)